# Route nationale 740
Die Route nationale 740, kurz N 740 oder RN 740, war eine französische Nationalstraße, die in den Jahren von 1933 bis 1973 zwischen der Stadt Niort und einer Kreuzung mit der ehemaligen Nationalstraße 148 (heutige Departementsstraße 948) bei Confolens verlief. Ihre Länge betrug 106,5 Kilometer.